# سیلی آسم
 سیلی آسم (انگلیسی: Cilly Aussem؛ زاده ۴ ژانویهٔ ۱۹۰۹ درگذشته ۲۲ مارس ۱۹۶۳) یک تنیس‌باز اهل آلمان بود.